# Savinjski odred
Savinjski odred je bila slovenska partizanska enota med drugo svetovno vojno.
Savinjski odred je bil ustanovljen 1. maja 1942 v okviru II. grupe odredov. Štab odreda sta vodila komandant Alojz Kolman in politični komisar Boris Čižmek. Ob ustanovitvi je imel  dva bataljona in strojnični vod, 19. maja pa so mu priključili še tretji bataljon. Ko je 2. grupa odredov 20. junija 1942 s štirimi bataljoni odšla proti Gorenjski in Štajerski, so se pohoda udeležili vsi trije bataljoni, vendar sta se 3. bataljon in 1. četa 1. bataljona vrnila na Dolenjsko. Na Štajersko sta se 1. in 2. bataljon prebila močno oslabljena. Ko je štab 2. grupe odredov 19. septembra na Dobrovljah preuredil svoje enote, je oblikoval nov Savinjski odred s Savinjskim in Moravškim bataljonom. Preostanek 1. bataljona odreda, ki se je čez Koroško prebil na Štajersko, so vključili v Pohorski bataljon kot 3. četo. Potem ko je bil 7. novembra 1942 razbit Savinjski bataljon je v okviru Savinjskega odreda obstajal le še Moravški bataljon, ki pa se je tako okrepil, da so ga lahko januarja 1943 razdelili v Zasavski in novi Savinjski bataljon ter ju s Kamniškim bataljonom vključili v Kamniško-savinjski odred tega pa 6. avgusta 1943 v Šlandrovo brigado.